# Vallée de la Wormsa
La vallée de la Wormsa est une vallée du massif des Vosges située dans le département du Haut-Rhin, au fond de la Grande Vallée de Munster et au pied du massif du Hohneck et du Kastelberg. Avec ses crêtes en forme de cirque, ses versants abrupts et rocailleux, moraines, granite abrasé et lacs profonds, elle illustre le travail d’un glacier vosgien à l’ère quaternaire. 

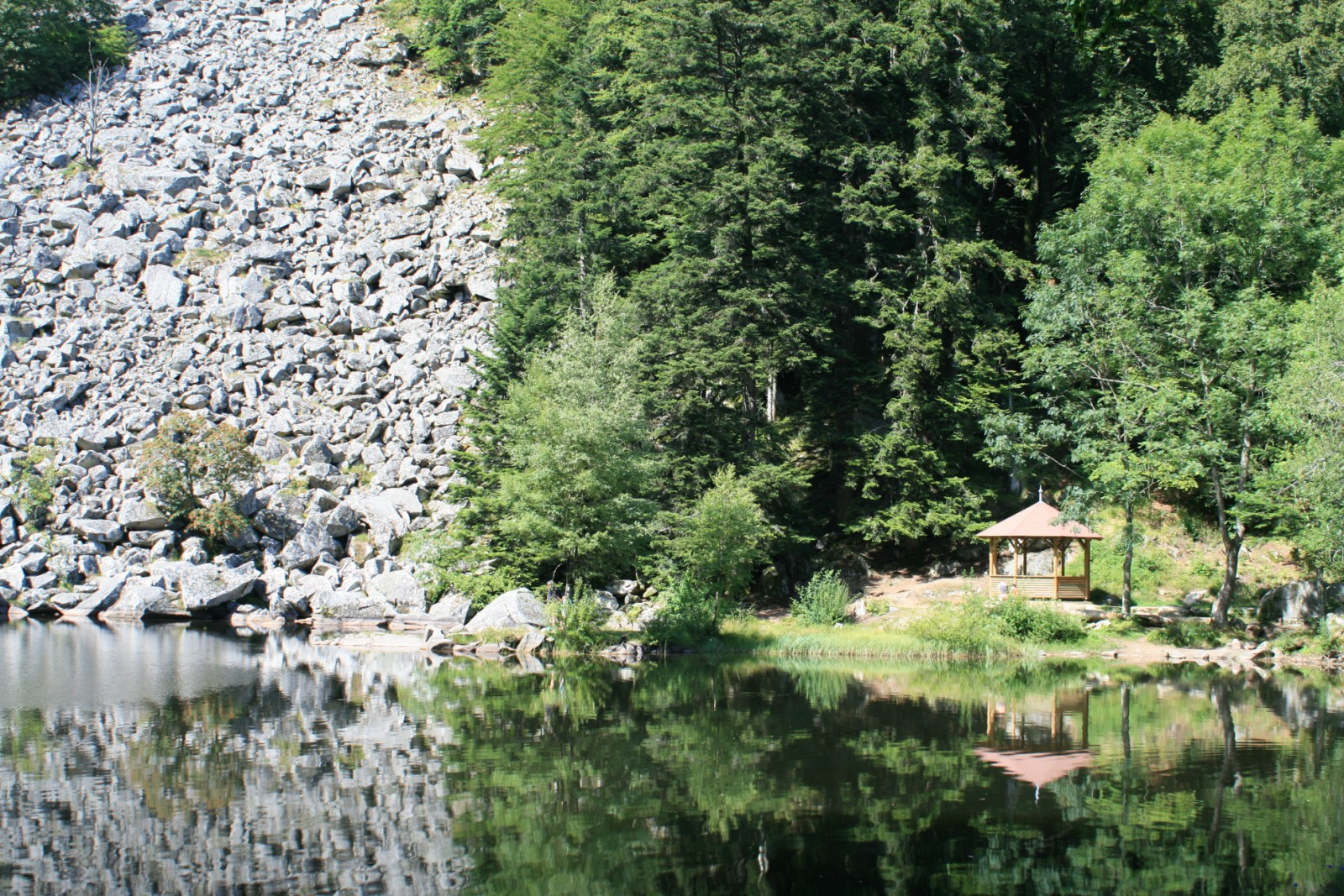
Le lac du Fischboedle.

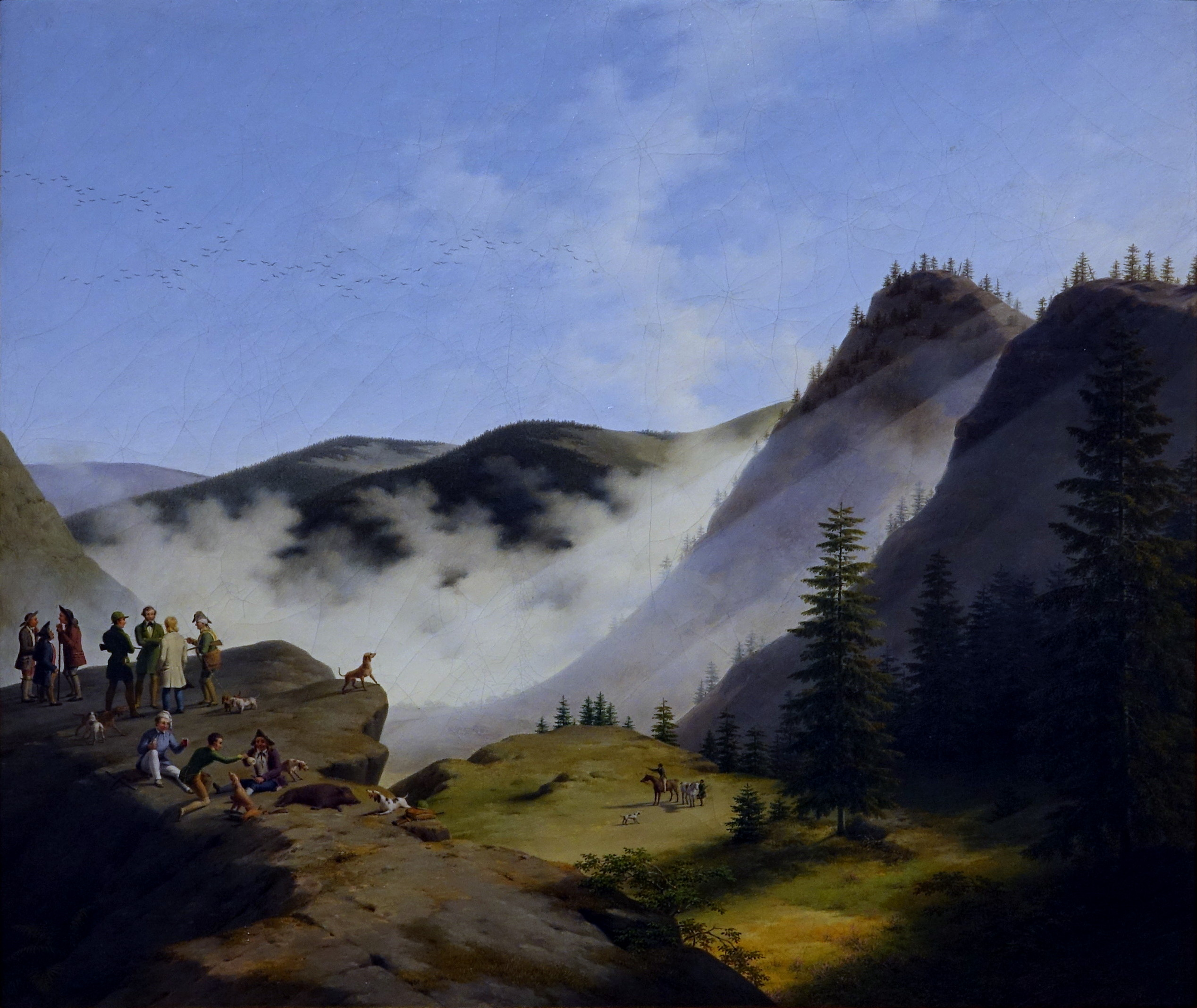
Henri Lebert, À la Wormsa, vers 1828, Musée Unterlinden.

La vallée de la Wormsa est accessible à partir du lieu-dit Steinabruck, à la sortie de Metzeral, en direction de Mittlach et mène au lac du Fischboedle (794 m).